# Ben Hecht
Ben Hecht (New York, 28 febbraio 1894 – New York, 18 aprile 1964) è stato uno sceneggiatore statunitense.

## Biografia
Lavorò come sceneggiatore, scrittore (A Thousand and One Afternoons in Chicago, 1922), giornalista in un talk show irriverente (di cui era autore) e come regista (con scarsi risultati). Manifestò sempre disprezzo (forse talvolta per posa) nei confronti dell'industria hollywoodiana, accusando il suo lavoro di sceneggiatore come la causa del suo mancato "grande romanzo". Collaborò con altri scrittori come Francis Scott Fitzgerald alla sceneggiatura di Via col vento.
Vinse l'Oscar al miglior soggetto nel 1929 per Le notti di Chicago e nel 1936 per The Scoundrel. Non si presentò alla cerimonia degli Oscar del 1929 quando vinse la prima statuetta; mandò invece un telegramma dicendo di essere onorato e felice che fosse stato istituito un premio per cercare di mettere in luce i film di qualità. In questo modo Hollywood sembrava meno una "latrina".
Contribuì a numerose sceneggiature come script doctor, dunque senza essere citato nei titoli del film.
Il film Scarface (1983) di Brian De Palma, come riportato nei titoli di coda, è dedicato a lui e a Howard Hawks, rispettivamente sceneggiatore e regista di Scarface - Lo sfregiato (1932).

## Filmografia

### Sceneggiatore
- The New Klondike, regia di Lewis Milestone (1926)
- Le notti di Chicago (Underworld), regia di Josef von Sternberg e Arthur Rosson (1927)
- The Big Noise, regia di Allan Dwan (1928)
- Il gran Gabbo (The Great Gabbo), regia di James Cruze e Erich von Stroheim (1929)
- Lo spettro verde (The Unholy Night), regia di Lionel Barrymore (1929)
- Le spectre vert, regia di Jacques Feyder (1930)
- Roadhouse Nights, regia di Hobart Henley (1930)
- Nell'oasi del terrore (The Unholy Garden), regia di George Fitzmaurice (1931)
- Scarface - Lo sfregiato (Scarface), regia di Howard Hawks e Richard Rosson (1932)
- Hallelujah, I'm a Bum, regia di Lewis Milestone (1933)
- Topaze, regia di Harry d'Abbadie d'Arrast (1933)
- Turn Back the Clock, regia di Edgar Selwyn (1933)
- La regina Cristina (Queen Christina), regia di Rouben Mamoulian (1933)
- Partita a quattro (Design for Living), regia di Ernest Lubitsch (1933)
- Il mercante di illusioni (Upperworld), regia di Roy Del Ruth (1934)
- Delitto senza passione (Crime Without Passion), regia di Ben Hecht, Charles MacArthur e Lee Garmes (1934)
- Shoot the Works, regia di Wesley Ruggles (1934)
- Viva Villa!, regia di Jack Conway (1934)
- Spring Tonic, regia di Clyde Bruckman (1935)
- La costa dei barbari (Barbary Coast), regia di Howard Hawks e William Wyler  (1935)
- The Florentine Dagger, regia di Robert Florey  (1935)
- Once in a Blue Moon, regia di Ben Hecht e Charles MacArthur  (1935)
- The Scoundrel, regia di Ben Hecht e Charles MacArthur  (1935)
- Soak the Rich, regia di Ben Hecht e Charles MacArthur (1936)
- Nulla sul serio (Nothing Sacred), regia di William A. Wellman  (1937)
- Follie di Hollywood (The Goldwyn Follies), regia di George Marshall  (1938)
- Gunga Din, regia di George Stevens - soggetto (1939)
- La signora dei tropici (Lady of the Tropics), regia di Jack Conway e Leslie Fenton  (1939)
- Questo mondo è meraviglioso (It's a Wonderful World), regia di W. S. Van Dyke (1939)
- La voce nella tempesta (Wuthering Heights), regia di William Wyler (1939)
- Il grande nemico (Let Freedom Ring), regia di Jack Conway (1939)
- Angeli del peccato (Angels Over Broadway), regia di Ben Hecht e Lee Garmes (1940)
- Corrispondente X (Comrade X), regia di King Vidor (1940)
- La signora del venerdì (His Girl Friday), regia di Howard Hawks (1940)
- Lydia, regia di Julien Duvivier (1941)
- Il cigno nero (The Black Swan), regia di Henry King (1942)
- Ragazza cinese (China Girl), regia di Henry Hathaway (1942)
- Watchtower Over Tomorrow, cortometraggio documentario, regia di John Cromwell, Harold F. Kress, Alfred Hitchcock ed Elia Kazan (1945)
- Io ti salverò (Spellbound), regia di Alfred Hitchcock (1945)
- Notorious - L'amante perduta (Notorious),  regia di Alfred Hitchcock (1946)
- Specter of the Rose, anche regia e produzione (1946)
- Fiesta e sangue (Ride the Pink Horse), regia di Robert Montgomery (1947)
- Gli affari di suo marito (Her Husband's Affairs), regia di S. Sylvan Simon (1947)
- Il bacio della morte (Kiss of Death), regia di Henry Hathaway (1947)
- Il miracolo delle campane (The Miracle of the Bells), regia di Irving Pichel (1948)
- Il segreto di una donna (Whirlpool), regia di Otto Preminger (1949)
- Intermezzo matrimoniale (Perfect Strangers), regia di Bretaigne Windust (1950)
- Sui marciapiedi (Where the Sidewalk Ends), regia di Otto Preminger (1950)
- Il magnifico scherzo (Monkey Business), regia di Howard Hawks (1952)
- Actor's and Sin, anche co-regia con Lee Garmes e produzione (1952)
- Light's Diamond Jubilee, regia di Alan Handley, Christian Nyby, Roy Rowland, Norman Taurog, King Vidor, William A. Wellman e Bud Yorkin (1954), documentario televisivo
- Più vivo che morto (Living It Up), regia di Norman Taurog (1954)
- Ulisse, regia di Mario Camerini (1954)
- Il cacciatore di indiani (The Indian Fighter), regia di André De Toth (1955)
- Incontro sotto la pioggia (Miracle in the Rain), regia di Rudolph Maté (1956)
- La sottana di ferro (The Iron Petticoat), regia di Ralph Thomas (1956)
- Addio alle armi (A Farewell to Arms), regia di Charles Vidor e John Huston (1957)
- Timbuctù (Legend of the Lost), regia di Henry Hathaway (1957)
- La regina di Venere (Queen of Outer Space), regia di Edward Bernds (1958)
- La ragazza più bella del mondo (Billy Rose's Jumbo), regia di Charles Walters (1962)
- Il circo e la sua grande avventura (Circus World), regia di Henry Hathaway (1964)

### Script doctor - non accreditato
- The New Klondike, regia di Lewis Milestone (1926)
- The American Beauty, regia di Richard Wallace (1927)
- Street of Chance, regia di John Cromwell (1930)
- I difensori della legge (Homicide Squad), regia di Edward L. Cahn e George Melford (1931)
- Il fallo di Madelon Claudet (The Sin of Madelon Claudet), regia di Edgar Selwyn (1931)
- Quick Millions, regia di Rowland Brown (1931)
- Monkey Business - Quattro folli in alto mare (Monkey Business), regia di Norman Z. McLeod (1931)
- Per una donna (I Take This Woman), regia di Marion Gering (1931)
- La donna proibita (Back Street), regia di John M. Stahl (1932)
- Gambe da un milione di dollari (Million Dollar Legs), regia di Edward F. Cline (1932)
- Il pericolo pubblico n° 1 (The Beast of the City), regia di Charles Brabin (1932)
- Rasputin e l'imperatrice (Rasputin and the Empress), regia di Richard Boleslawski e Charles Brabin (1932)
- La regina Cristina (Queen Christina), regia di Rouben Mamoulian (1933)
- The President Vanishes, regia di William A. Wellman (1934)
- Quando una donna ama (Riptide), regia di Edmund Goulding (1934)
- Ventesimo secolo (Twentieth Century), regia di Howard Hawks (1934)
- È nata una stella (A Star Is Born), regia di William A. Wellman e Jack Conway (1937)
- King of Gamblers, regia di Robert Florey (1937)
- Il prigioniero di Zenda (The Prisoner of Zenda), regia di John Cromwell e W. S. Van Dyke (1937)
- Tiranna deliziosa (Woman Chases Man), regia di John G. Blystone (1937)
- Uragano (The Hurricane), regia di John Ford e Stuart Heisler (1937)
- Gli angeli con la faccia sporca (Angels with Dirty Faces), regia di Michael Curtiz (1938)
- Via col vento (Gone with the Wind), regia di Victor Fleming (1939)
- Ombre rosse (Stagecoach), regia di John Ford (1939)
- Tre pazzi a zonzo (At the Circus), regia di Edward Buzzell (1939)
- Il prigioniero di Amsterdam (Foreign Correspondent), regia di Alfred Hitchcock (1940)
- Scrivimi fermo posta (The Shop Around the Corner), regia di Ernst Lubitsch (1940)
- Follie di jazz (Second Chorus), regia di Henry C. Potter (1941)
- The Mad Doctor, regia di Tim Whelan (1941)
- Condannatemi se vi riesce! (Roxie Hart), regia di William A. Wellman (1942)
- Il mio corpo ti scalderà (The Outlaw), regia di Howard Hughes (1943)
- I cavalieri azzurri (Ten Gentlemen from West Point), regia di Henry Hathaway (1942)
- Terrore sul Mar Nero (Journey into Fear), regia di Norman Foster e Orson Welles (1943)
- Prigionieri dell'oceano (Lifeboat), regia di Alfred Hitchcock (1944)
- Missione di morte (Cornered), regia di Edward Dmytryk (1945)
- Gilda, regia di Charles Vidor (1946)
- Duello al sole (Duel in the Sun), regia di King Vidor (1946)
- Disonorata (Dishonored Lady), regia di Robert Stevenson (1947)
- Il caso Paradine (The Paradine Case), regia di Alfred Hitchcock (1947)
- Nodo alla gola (Rope), regia di Alfred Hitchcock (1948)
- Il ritratto di Jennie (Portrait of Jennie), regia di William Dieterle (1948)
- L'urlo della città (Cry of the City), regia di Robert Siodmak (1948)
- L'ispettore generale (The Inspector General), regia di Henry Koster (1949)
- Rosanna, l'odio e l'amore (Roseanna McCoy), regia di Irving Reis (1949)
- Jack il bucaniere (Big Jack), regia di Richard Thorpe (1949)
- Accadde in settembre (September Affair), regia di William Dieterle (1950)
- La porta dell'inferno (Edge of Doom), regia di Mark Robson (1950)
- Una notte sui tetti (Love Happy), regia di David Miller (1950)
- Il segreto del lago (The Secret of Convict Lake), regia di Michael Gordon (1951)
- L'altro uomo (Strangers on a Train), regia di Alfred Hitchcock (1951)
- La cosa da un altro mondo (The Thing from Another World), regia di Christian Nyby e Howard Hawks (1951)
- Il favoloso Andersen (Hans Christian Andersen), regia di Charles Vidor (1952)
- The Wild Heart (versione rimontata del film La volpe), regia di Michael Powell, Emeric Pressburger e Rouben Mamoulian (1950)
- Seduzione mortale (Angel Face), regia di Otto Preminger (1953)
- Stazione Termini, regia di Vittorio De Sica (1953)
- Corte marziale (The Court-Martial of Billy Mitchell), regia di Otto Preminger (1955)
- L'uomo dal braccio d'oro (The Man with the Golden Arm), regia di Otto Preminger (1955)
- Bulli e pupe (Guys and Dolls), regia di Joseph L. Mankiewicz (1955)
- Il gobbo di Notre Dame (The Hunchback of Notre Dame), regia di Jean Delannoy (1956)
- Trapezio (Trapeze), regia di Carol Reed (1956)
- Agguato nei Caraibi (The Gun Runners), regia di Don Siegel (1958)
- Il grande capitano (John Paul Jones), regia di John Farrow (1959)
- Pugni, pupe e pepite (North to Alaska), regia di Henry Hathaway (1960)
- Gli ammutinati del Bounty (Mutiny on the Bounty), regia di Lewis Milestone e Carol Reed (1962)
- Anime sporche (Walk on the Wild Side), regia di Edward Dmytryk (1962)
- Cleopatra, regia di Joseph L. Mankiewicz (1963)
- Le 7 facce del Dr. Lao (7 Faces of Dr. Lao), regia di George Pal (1964)
- James Bond 007 - Casino Royale (Casino Royale), regia di John Huston, Ken Hughes, Val Guest, Robert Parrish, Joseph McGrath e Richard Talmadge (1967)